# ريتشارد الفرنسية
ريتشارد الفرنسية (بالإنجليزية: Richard French)‏ (و. 1792 – 1854 م) هو سياسي من الولايات المتحدة الأمريكية.
وهو عضو في الحزب الديمقراطي الأمريكي.